# Asle Sjåstad
Asle Sjåstad (Hol, 6 gennaio 1930 – Hol, 22 maggio 2009) è stato uno sciatore alpino norvegese.

## Biografia
Sciatore polivalente, Asle Sjåstad debuttò in campo internazionale in occasione del trofeo Holmenkollen-Kandahar 1949 (Voss, 26-27 febbraio), dove si classificò 12º nella discesa libera, 11º nello slalom speciale e 8º nella combinata; ai Mondiali di Åre 1954 (1-7 marzo), suo esordio iridato, si piazzò 18º nella discesa libera, 36º nello slalom gigante, 26º nello slalom speciale e 13º nella combinata e l'anno dopo vinse la discesa libera, lo slalom gigante e la combinata dell'Holmenkollen-Kandahar (Holmenkollen, 27 febbraio-3 marzo). Ai VII Giochi olimpici invernali di Cortina d'Ampezzo 1956 (26 febbraio-5 marzo), sua unica presenza olimpica, fu 14º nella discesa libera, 22º nello slalom gigante, 18º nello slalom speciale e 5º nella combinata, disputata in sede olimpica ma valida solo ai fini dei Mondiali 1956, e nel prosieguo della stagione vinse lo slalom speciale del trofeo Holmenkollen-Kandahar (Oppdal, 2-4 marzo).
Nel 1957 si aggiudicò nuovamente la discesa libera dell'Holmenkollen-Kandahar (Holmenkollen, 23-24 febbraio), dove si classificò anche 3º nella combinata; ai Mondiali di Badgastein 1958 (2-9 febbraio), sua ultima presenza iridata, si piazzò 21º nella discesa libera, 17º nello slalom gigante, 18º nello slalom speciale e 11º nella combinata e disputò le sue ultime gare internazionali all'Holmenkollen-Kandahar 1960 (Holmenkollen, 18-20 marzo). Era nonno del biatleta Vetle Sjåstad Christiansen e della sciatrice freestyle Tiril Sjåstad Christiansen; morì Geilo nel 2009.

## Palmarès

### Classiche
Holmenkollen-Kandahar
- 5 vittorie (discesa libera, slalom gigante, combinata a Holmenkollen 1955; slalom speciale a Oppdal 1956; discesa libera a Holmenkollen 1957)

### Campionati norvegesi
- 18 medaglie[senza fonte]:
  - 9 ori (discesa libera, slalom gigante nel 1955; discesa libera, slalom gigante, slalom speciale nel 1957; discesa libera, combinata nel 1958; discesa libera nel 1959; discesa libera nel 1960)[10]
  - 4 argenti (discesa libera, slalom gigante nel 1956; slalom speciale nel 1958; slalom gigante nel 1959)[senza fonte]
  - 5 bronzi (discesa libera, slalom gigante, slalom speciale nel 1954; slalom speciale nel 1956; slalom gigante nel 1958)[senza fonte]